# Dème de Kalamáta
Pour les articles homonymes, voir Kalamata (homonymie).
Le dème de Kalamáta (grec moderne : Δήμος Καλαμάτας) est un dème (municipalité) de la périphérie du Péloponnèse, dans le district régional de Messénie, en Grèce. 
Il est créé en 2010 dans le cadre du programme Kapodistrias par la fusion des anciens dèmes d'Arfara (en), Áris, Kalamáta et Thouría, devenus des districts municipaux.
Son siège est la localité de Kalamáta.

## Jumelages
| Ville | Ville     | Pays | Pays   | Période     |
| ----- | --------- | ---- | ------ | ----------- |
|       | Aglantsia |      | Chypre | depuis 2011 |